# Ежовик гребенчатый
Ежо́вик (или ежевик) гребе́нчатый (лат. Hericium erinaceus) — гриб семейства герициевых порядка сыроежковых. 

## Названия
Научные синонимы:
- Hydnum erinaceus Bull., 1781 basionym
- Clavaria erinaceus (Bull.) Paulet, 1793
- Hericium caput-medusae (Bull.) Pers., 1797
- Hericium echinus (Scop.) Pers., 1797 и др.
- Dryodon erinaceus (Bull.) P. Karst., 1882

Русские синонимы:
- Гери́ций (гери́циум) гребенчатый

Народные названия в русском и европейских языках:
- Грибная лапша
- Дедова борода
- Львиная грива (англ. lion's mane mushroom)
- гриб Пом-Пом (фр. Pom-Pom blanc)
- Часто гриб называют «обезьяньей головой» — это перевод китайского названия «хоутоугу» (кит. 猴头菇 пиньинь hóutóugū)
- Распространено и японское его название «ямабушитаке»[2] (yamabushitake, яп. 山伏茸 ямабуситакэ)

## Описание
Плодовое тело размером до 20 см и весом до 1,5 кг, округлой или неправильной формы, от белого до бежевого цвета. Гименофор характерный — шиповатый, имеет вид свисающих вниз тонких игл, что делает гриб похожим на ёжика. Мякоть беловатая, мясистая. При высыхании желтеет. Споровый порошок белый.

## Экология и распространение
Места обитания: на стволах ещё живых или павших лиственных деревьев (дуб, бук, берёза), чаще всего в местах разлома коры или отломанных сучьев.
Встречается в Амурской области, Хабаровском крае, Приморском крае, на севере Китая, в предгорьях Кавказа.
Редок, занесён в Красную книгу Приморского края и Еврейской АО; в Красной книге Хабаровского края отсутствует.
Сезон: с начала августа по октябрь.
Выращивается искусственно, для этого используются субстраты из опилок, соломы или бурого риса .

## Пищевая ценность и медицинское применение

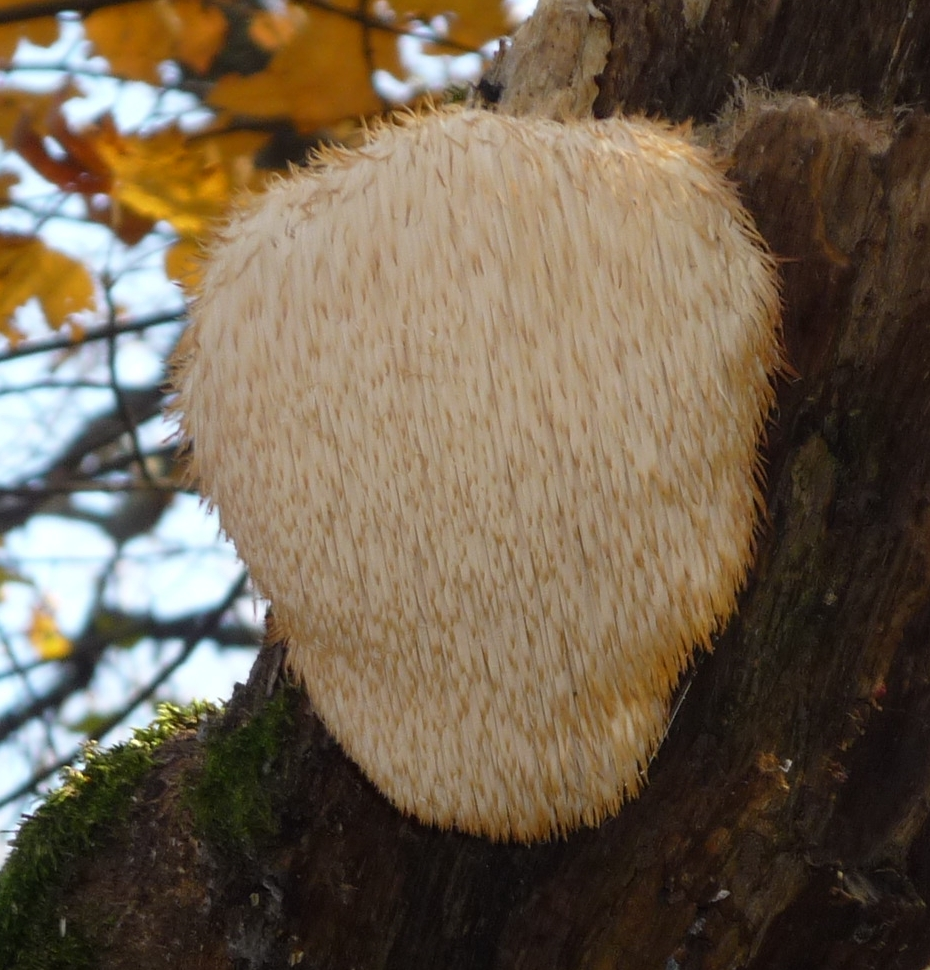
Ежовик, окрестности города Старый Крым

Используется как в пищевой промышленности (по вкусовым качествам напоминает мясо креветок), так и в медицине (как стимулятор иммунитета).
Существует ряд публикаций, где в эксперименте доказана его способность стимулировать уровень катехоламинов и фактора роста нейронов (NGF) (Mari Shimbo, 2005; Bing Ji Ma, 2010).
В ряде клинических исследований, особенно азиатских авторов, предполагается влияние эринацина в erinaceus на спраутинг нейронов, возобновление связей между клетками головного мозга после инсульта или черепно-мозговой травмы и восстановление когнитивной функции (K. Mori, 2009). Отмечается повышение общего тонуса, настроения и мотивации к лечению (Aloe L., 2015). Существуют данные об уменьшении двигательного неврологического дефицита, улучшения самообслуживания и социальной адаптации после перенесённого инсульта, которые требуют дальнейшего клинического изучения.
Активные ингредиенты: производные циатана, эринацины, гериценоны, бета-D-глюканы, эргостерол — провитамин D.